# Cicno (figlio di Poseidone)

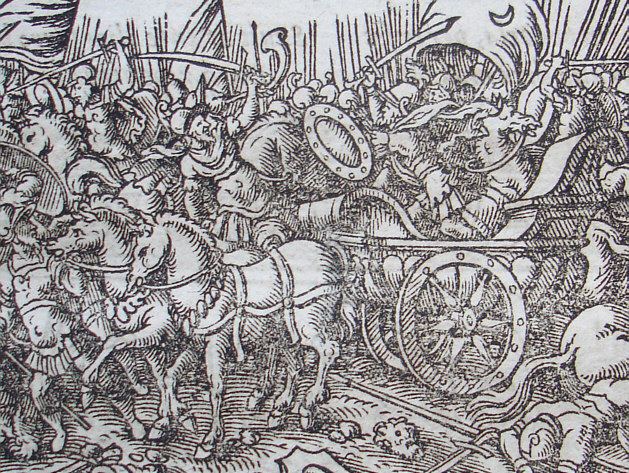
Achille insegue Cicno che semina strage nelle file greche, incisione di Virgil Solis, tratto dalle Metamorfosi di Ovidio (edizione 1581).

Cicno (in greco antico Κύκνος, Kúknos) o Cigno è una figura della mitologia greca, figlio di Poseidone e di Arpalea (secondo altri di Calice). Era re di Colone, una città della Troade. Partecipò alla guerra di Troia in qualità di alleato del re Priamo, venendo ucciso in battaglia dall'eroe greco Achille.

La figura mitica greca di Κύκνος potrebbe derivare dal sovrano ittita Kukunni di Wilusa (Troia).

## Storia
Cicno tentò di uccidere il figlio Tenete ingannato dalle calunnie della seconda moglie Filonome: quando poi la verità venne a galla mise a morte la moglie e si riconciliò con il figlio, divenuto nel frattempo re di Tenedo; insieme a lui partecipò alla difesa di Troia assediata dagli Achei. Fu il primo a gettarsi contro i Greci appena sbarcati riuscendo a uccidere in tutto più di mille soldati achei; dopodiché, alla vista di quell'immenso strazio, l'eroe greco Achille decise di affrontarlo e lo colpì con il pomello della sua spada al volto, senza produrre alcun graffio, poiché Cicno era invulnerabile. Si narra che Achille, durante il combattimento, avendo avuto dubbi sulla forza delle sue armi che non scalfivano affatto Cicno, le provò sul guerriero troiano Menete, uccidendolo sul colpo. Allora, rincuorato, riprese a combattere. Così riuscì finalmente a ricacciare il nemico indietro a colpi di scudo fino a quando Cicno non inciampò all'indietro e cadde a terra. 
Cicno, ritenuto invulnerabile al ferro e al fuoco, avrebbe facilmente sterminato da solo l'intero esercito acheo se non fosse stato strangolato con i lacci del suo stesso elmo dal Pelìde ed ucciso. Così Achille poté mettere in fuga da solo le intere schiere troiane. Dopo averlo ucciso, Achille gli tagliò la testa e la appese in cima a Vecchio Pelio, piantando la picca a terra come segno di vittoria iniziale contro l'esercito dei guerrieri avversari. Infine tentò di spogliare Cicno delle armi ma grande fu il suo stupore quando lo vide svanire nel nulla perché Poseidone, per lo strazio ed il dolore di uno dei tanti suoi valorosissimi figli uccisi, l'aveva fatto reincarnare in un cigno. Così Poseidone aveva evitato al figlio l'umiliazione di essere spogliato delle sue armi da parte di Achille, che così si ritrova davanti solo un'armatura vuota e una enorme beffa. 
Secondo un'altra versione Achille uccise Cicno tirandogli una pietra in faccia. Anche qui comunque l'atto finale è il prodigio operato da Poseidone.